# Blanca Fernández Ochoa
Blanca Fernández Ochoa (Madrid, 22 aprile 1963 – Cercedilla, 24 agosto 2019) è stata una sciatrice alpina spagnola. Fu una delle poche sciatrici spagnole a vincere in Coppa del Mondo e inoltre vinse la medaglia di bronzo nello slalom speciale ai XVI Giochi olimpici invernali di Albertville 1992; fu due volte portabandiera della Spagna durante la cerimonia d'apertura dei Giochi olimpici invernali, a Sarajevo 1984 e ad Albertville 1992.

## Biografia
Specialista delle prove tecniche in attività tra la fine degli anni 1980 e il successivo decennio, era sorella di Dolores, Francisco, Juan Manuel e Luis, anch'essi sciatori alpini.

### Stagioni 1980-1984
Debuttò in campo internazionale partecipando, non ancora diciassettenne, ai suoi primi Giochi olimpici invernali, Lake Placid 1980, dove si classificò 18ª nello slalom gigante. Nella stagione successiva ottenne il primo piazzamento in Coppa del Mondo (15ª nello slalom gigante di Zwiesel del 4 febbraio) e s'impose ai vertici della Coppa Europa: a fine stagione risultò vincitrice della classifica di slalom gigante e 3ª sia in quella generale, sia in quella di slalom speciale.
Ai XIV Giochi olimpici invernali di Sarajevo 1984, dopo essere stata portabandiera della Spagna durante la cerimonia di apertura, fu 6ª nello slalom gigante e non completò lo slalom speciale. Poco più tardi, il 21 marzo a Zwiesel, ottenne il suo primo podio in Coppa del Mondo: 3ª in slalom gigante.

### Stagioni 1985-1992
Ai Mondiali di Bormio 1985 si piazzò 9ª nello slalom gigante e 14ª nello slalom speciale, mentre il 3 marzo dello stesso anno colse a Vail la prima vittoria in Coppa del Mondo, in slalom gigante. Due anni dopo, ai Mondiali di Crans-Montana 1987, fu 10ª nel supergigante e 5ª sia nello slalom gigante, sia nello slalom speciale. Ai XV Giochi olimpici invernali di Calgary 1988 fu vicina a vincere la medaglia d'oro nello slalom gigante: in vantaggio nella seconda manche fino a poche porte dall'arrivo, cadde poco prima di tagliare il traguardo; si classificò inoltre 21ª nel supergigante e 5ª nello slalom speciale.
Ai Mondiali di Vail 1989 ottenne il suo miglior piazzamento iridato in carriera, 4ª nello slalom speciale, e si piazzò 7ª nello slalom gigante. Nel corso della sua ultima stagione agonistica, 1991-1992, ottenne la sua ultima vittoria in Coppa del Mondo, il 1º dicembre nello slalom speciale di Lech, e partecipò ai XVI Giochi olimpici invernali di Albertville 1992: dopo essere stata nuovamente portabandiera durante la cerimonia di apertura, conquistò la medaglia di bronzo nello slalom speciale vinto da Petra Kronberger davanti ad Annelise Coberger e fu 12ª nello slalom gigante. Il 21 marzo seguente il suo ultimo piazzamento in carriera fu anche il suo ultimo podio in Coppa del Mondo: 2ª nello slalom gigante di Crans-Montana.

### Scomparsa e morte
Dopo essere stata vista l'ultima volta il 23 agosto 2019 nella località di Aravaca, presso Madrid, la famiglia ne segnalò la scomparsa il 29. Dopo ricerche che coinvolsero centinaia di persone tra poliziotti, membri della Guardia Civil e volontari, il suo corpo fu ritrovato il 4 settembre nei pressi di un'area ricreativa di Cercedilla, sulla Sierra de Guadarrama, una zona di montagna nota per l'escursionismo, attività che la ex sciatrice aveva l'abitudine di praticare.

## Palmarès

### Olimpiadi
- 1 medaglia:
  - 1 bronzo (slalom speciale ad Albertville 1992)

### Coppa del Mondo
- Miglior piazzamento in classifica generale: 4ª nel 1988
- 20 podi:
  - 4 vittorie (1 in slalom gigante, 3 in slalom speciale)
  - 7 secondi posti
  - 9 terzi posti

#### Coppa del Mondo - vittorie
| Data             | Località  | Paese       | Specialità |
| ---------------- | --------- | ----------- | ---------- |
| 3 marzo 1985     | Vail      | Stati Uniti | GS         |
| 26 novembre 1987 | Sestriere | Italia      | SL         |
| 22 dicembre 1990 | Morzine   | Francia     | SL         |
| 1º dicembre 1991 | Lech      | Austria     | SL         |

Legenda:

GS = slalom gigante

SL = slalom speciale

### Coppa Europa
- Miglior piazzamento in classifica generale: 3ª nel 1981[3]
- Vincitrice della classifica di slalom gigante nel 1981[3]

## Premi e onorificenze
- Premio Regina Letizia per la migliore sportiva spagnola dell'anno (1983 e 1988)[5]